# Tails (system operacyjny)
Tails (The Amnesic Incognito Live System) – dystrybucja systemu GNU/Linux oparta na Debianie, mająca na celu zachować prywatność i anonimowość (tzw. incognito) podczas korzystania z internetu. Jest kontynuacją projektu Incognito LiveCD.

## Oprogramowanie
W skład wchodzą m.in. następujące programy oraz zestawy programów:
- anonimowa sieć Tor wraz z interfejsem Onion Circuits[3].
- Tor Browser – przeglądarka internetowa z wtyczkami HTTPS Everywhere, NoScript i uBlock Origin[4].
- NetworkManager dla łatwej konfiguracji sieci[4]
- Pidgin – komunikator internetowy z nakładką OTR[4]
- Thunderbird – klient poczty elektronicznej, komunikator internetowy, czytnik grup dyskusyjnych oraz kanałów informacyjnych w RSS i Atom[4]
- czytnik kanałów Liferea
- Aircrack-ng – sniffer pakietów[4]
- LibreOffice – pakiet biurowy[4]
- GIMP – edytor grafiki rastrowej[4]
- Inkscape – edytor grafiki wektorowej
- Scribus – program do składu tekstu
- Audacity – edytor plików dźwiękowych[4]
- Pitivi – edytor plików wideo
- Poedit – program do komputerowego wspomagania tłumaczenia dokumentacji i interfejsu użytkownika
- SANE – obsługa skanerów optycznych
- Brasero – program do nagrywania płyt kompaktowych
- Sound Juicer – ripper płyt CD-AUDIO
- LUKS – program do szyfrowania dysku twardego (TrueCrypt został usunięty w wersji 1.2.1)[5]
- GnuPG – program do szyfrowania[4]
- wirtualna klawiatura Florence do obrony przed sprzętowymi keyloggerami
- GtkHash – program do obliczania sum kontrolnych. Dostępna jest wersja niezależna, jak i zintegrowana z menedżerem plików Nautilus.
- Menedżer haseł KeePassXC[4]
- Electrum – portfel Bitcoin nie wymagający pobierania całego blockchainu
- MAT2 – program do anonimizowania/usuwania metadanych

## Historia wersji
| 5.12   | 18 kwietnia 2023                        |
| 3.11   | 11 grudnia 2018; ponad 6 lat temu       |
| 2.9.1  | 14 grudnia 2016; ponad 8 lat temu       |
| 2.7.1  | 30 listopada 2016; ponad 8 lat temu     |
| 2.7    | 15 listopada 2016; ponad 8 lat temu     |
| 2.6    | 20 września 2016; ponad 8 lat temu      |
| 2.5    | 2 sierpnia 2016; ponad 8 lat temu       |
| 2.4    | 7 czerwca 2016; ponad 8 lat temu        |
| 2.2    | ?                                       |
| 2.0    | 26 stycznia 2016; ponad 9 lat temu      |
| 1.8.1  | 19 grudnia 2015; ponad 9 lat temu       |
| 1.8    | 15 grudnia 2015; ponad 9 lat temu       |
| 1.7    | 3 października 2015; ponad 9 lat temu   |
| 1.6    | 22 września 2015; ponad 9 lat temu      |
| 1.4.1  | 3 czerwca 2015; ponad 9 lat temu        |
| 1.4    | 12 maja 2015; ponad 9 lat temu          |
| 1.3.2  | 31 marca 2015; ponad 10 lat temu        |
| 1.3.1  | 23 marca 2015; ponad 10 lat temu        |
| 1.2.3  | 14 stycznia 2015; ponad 10 lat temu     |
| 0.22.1 | 4 lutego 2015; ponad 10 lat temu        |
| 0.22   | 11 grudnia 2013; ponad 11 lat temu      |
| 0.21   | 29 października 2013; ponad 11 lat temu |
| 0.20.1 | 19 września 2013; ponad 11 lat temu     |
| 0.20   | 9 sierpnia 2013; ponad 11 lat temu      |
| 0.19   | 26 czerwca 2013; ponad 11 lat temu      |
| 0.18   | 18 maja 2013; ponad 11 lat temu         |
| 0.17.2 | 9 kwietnia 2013; ponad 11 lat temu      |
| 0.17.1 | 23 marca 2013; ponad 12 lat temu        |
| 0.17   | 25 lutego 2013; ponad 12 lat temu       |
| 0.16   | 12 stycznia 2013; ponad 12 lat temu     |
| 0.15   | 28 listopada 2012; ponad 12 lat temu    |
| 0.14   | 13 listopada 2012; ponad 12 lat temu    |
| 0.13   | 17 września 2012; ponad 12 lat temu     |
| 0.12.1 | 6 lipca 2012; ponad 12 lat temu         |
| 0.12   | 13 czerwca 2012; ponad 12 lat temu      |
| 0.11   | 25 kwietnia 2012; ponad 12 lat temu     |
| 0.10.2 | 5 marca 2012; ponad 13 lat temu         |
| 0.10.1 | 30 stycznia 2012; ponad 13 lat temu     |
| 0.10   | 4 stycznia 2012; ponad 13 lat temu      |
| 0.9    | 11 listopada 2011; ponad 13 lat temu    |
| 0.8.1  | 16 października 2011; ponad 13 lat temu |
| 0.8    | 21 września 2011; ponad 13 lat temu     |
| 0.7.2  | 13 czerwca 2011; ponad 13 lat temu      |
| 0.7.1  | 30 kwietnia 2011; ponad 13 lat temu     |
| 0.7    | 7 kwietnia 2011; ponad 13 lat temu      |
| 0.5    | ?                                       |
| 0.2    | 23 czerwca 2009; ponad 15 lat temu      |